# Бабкин, Александр Михайлович
Алекса́ндр Миха́йлович Ба́бкин (23 ноября (6 декабря) 1907 года, Ярославль — 15 октября 1986 года, Ленинград) — советский лингвист, лексикограф, специалист в области фразеологии; доктор филологических наук (1968), лауреат Ленинской премии (1970). Основные работы А. М. Бабкина посвящены лексикографии, фразеологии, грамматике русского языка. Занимался вопросами иноязычных выражений, а также устаревшими словами в русском языке.

## Биография
Александр Михайлович Бабкин родился 23 ноября (6 декабря) 1907 года в семье почтового служащего в Ярославле. В 1928—1931 годах учился в Ленинградском педагогическом институте им. А. И. Герцена на отделении русского языка и литературы, где получил специальность преподавателя по языковедческим дисциплинам. После окончания института работал в Свердловском педагогическом институте (1931—1936), где в 1935 году стал доцентом. Одновременно был заведующим кафедрой языкознания Уральского коммунистического университета им. В. И. Ленина (1931—1936).
В 1936 году А. М. Бабкин поступил в аспирантуру Педагогического института им. А. И. Герцена и начал преподавать на кафедре языковедения (1936). Одновременно в 1936—1937 он был сотрудником Института языка и мышления им. Н. Я. Марра. В 1939 году он защитил кандидатскую диссертацию на тему «Социально-экономическая лексика „Книги о скудости и богатстве“ И. Г. Посошкова», после чего был в том же году направлен в Якутский педагогический институт заведовать кафедрой русского языка, которой затем руководил вплоть до 1946 года.
В 1946 году А. М. Бабкин был переведён в Ленинград в Словарный сектор Института русского языка АН СССР (позднее — словарный отдел Ленинградского отделения Института языкознания) для работы над первыми томами «Словаря современного русского литературного языка». В 1949 году он был назначен руководителем группы по подготовке 4-го тома словаря, одним из авторов и редакторов которого он был, а затем и 5-го тома. Переработанный по новой инструкции 4-й том вышел в 1955 году, 5-й — в 1956 году. А. М. Бабкин активно участвовал в составлении Инструкции словаря (1958) и во всей организационной работе, а в 1957—1961 годах заведовал Словарным отделом. После завершения работы над 17-томным «Словарем современного русского языка» в составе авторского коллектива А. М. Бабкин был удостоен Ленинской премии (1970).
В 1964 году А. М. Бабкин начал составление «Словаря русской фразеологии», опубликовал проект фразеологического словаря, а в 1968 году защитил в Ленинградском государственном университете им. А. А. Жданова докторскую диссертацию «Русская фразеология, ее развитие, источники и лексикографическая разработка», опубликованную в 1970 году в виде монографии. Руководил подготовкой «Словаря русской фразеологии» (1973—1978). Состоял в комиссии по лексикологии и лексикографии при Международном комитете славистов (1976), участвовал в работе Научного совета по лексикологии и лексикографии при Отделении литературы и языка АН СССР (1966—1969). В 1970-е — 1980-е годы А. М. Бабкин часто выступал по радио («В мире слов») и телевидению («Русская речь»), прилагал усилия к возобновлению издания «Лексикографического сборника», многие годы был преподавателем филологического факультета ЛГУ.
А. М. Бабкин умер 15 октября 1986 года в Ленинграде. Похоронен на Ковалёвском кладбище.

## Награды
- Ленинская премия в области науки и техники — за создание 17-томного Словаря современного русского литературного языка (в составе коллектива авторов; 1970)

## Основные публикации
- Лексикографическая разработка русской фразеологии. — М.; Л.: 1964
- Русская фразеология, её развитие и источники — Л.: 1970
- Новый академический словарь русского языка. Проспект. — Л.: 1971
- Разработка лексики и фразеологии современного русского литературного языка. пособие по выборкам. — Л.: 1972
- Словарь иноязычных выражений и слов, употребляющихся в русском языке без перевода // Бабкин А. М., Шендецов В. В. — М.;Л.: 1966 — Т. 1—2; 2-е изд. Т.1. 1981, т.2 1987

Редактор словарей:
- Словарь иноязычных выражений и слов, употребляющихся в русском языке без перевода" (В 2 кн. М.; Л., 1966; 2-е изд. совместно с В. В. Шендецовым. Т. 1. 1981. Т. 2. 1987; 2-е изд., испр. В 3 кн. СПб., 1994)
- Толковый словарь В. И. Даля (В кн.: Даль В. Толковый словарь живого велико русского языка. Т. 1. М., 1955)
- Словарь названий жителей (РСФСР) / под ред. А. М. Бабкина. — М.: Советская энциклопедия, 1964.
- Словарь названий жителей СССР — М., 1975